# Henry Wellesley, 3:e hertig av Wellington
Henry Wellesley, 3:e hertig av Wellington, född 5 april 1846 på Apsley House, London, död 5 juni 1900 på Stratfield Say House. Äldste son till generalmajoren lord Charles Wellesley och Augusta Sophia Pierrepont. 
Han fick sin utbildning på Eton och bedrev därefter en militär karriär, avslutad som major 1881. Han var dessutom MP mellan 1874 och 1880. Han ärvde titeln hertig av Wellington efter sin barnlöse farbror Arthur Wellesley, 2:e hertig av Wellington, sedan denne dött hastigt på järnvägsstationen i Hastings, i augusti 1884.
Han gifte sig 1882 med Evelyn Katrine Williams (d. 1939), men dog barnlös. Hans hertigtitel m.m. ärvdes därför av hans bror Arthur Charles Wellesley, 4:e hertig av Wellington.